# أركنساس
أركنساس أو أركنسا أو أركنسة (بالإنجليزية: Arkansas)‏ هي ولاية تقع في المنطقة الجنوبية الشرقية من الولايات المتحدة. اشتق اسمها من لغة السيو والذي اشتق بدوره من لغة أوساج في الإشارة إلى أقاربهم هنود كواباو. وتتراوح جغرافيا الولاية المتباينة بين مناطق الأوزارك الجبلية وجبال أواشيتا التي تشكل المرتفعات الداخلية في الولايات المتحدة، إلى الغابات الكثيفة في الجنوب المعروفة باسم غابات أركنساس، إلى المنخفضات الشرقية على طول نهر المسيسيبي ودلتا أركنساس.
ترتيب أركنساس هو التاسع والعشرين بين أكبر الولايات مساحة والثالثة والثلاثين بين أكثرها سكانا. عاصمة الولاية وأكبر مدنها هي مدينة ليتل روك، وتقع في مركز الولاية، وهي مركز للنقل والأعمال التجارية والثقافة والحكومة. الركن الشمالي الغربي للولاية، مثل منطقة فايتفيل-سبرينديل-روجرز الحضرية ومنطقة فورت سميث الحضرية، هي مركز سكاني وتعليمي واقتصادي. أكبر مدينة في الجزء الشرقي من الولاية هي جونزبورو. أكبر مدينة في الجزء الجنوبي الشرقي من الولاية هي باين بلاف.
أدخل إقليم أركنساس في الاتحاد لتكون الولاية الخامسة والعشرين في 15 يونيو 1836. في عام 1861 انسحبت أركنساس من الولايات المتحدة وانضمت إلى الولايات الكونفدرالية الأمريكية خلال الحرب الأهلية. عادت الولاية إلى الاتحاد في عام 1868، وظلت تعاني بسبب اعتمادها المبكر على الرق واقتصاد المزارع، ما جعلها تتخلف اقتصاديا واجتماعيا. استمرت مصالح أهل الريف البيض في السيطرة على سياسة الولاية حتى قيام حركة الحقوق المدنية. بدأت أركنساس بتنويع اقتصادها بعد الحرب العالمية الثانية لتعتمد على صناعة الخدمات والطائرات والدواجن والصلب والسياحة والقطن والأرز.
يمكن ملاحظة ثقافة أركنساس في المتاحف والمسارح والروايات والبرامج التلفزيونية والمطاعم والأماكن الرياضية في جميع أنحاء الولاية. وقد اكتسبت صورة أركنساس "مكانة خاصة في الوعي الأمريكي"،  ومن بين المشاهير الذين عاشوا في الولاية: السياسي والداعية التربوي جيمس ويليام فولبرايت، الرئيس السابق بيل كلينتون (وزوجته، وزيرة الخارجية السابقة هيلاري رودهام كلينتون) القائد الأعلى لقوات التحالف الجنرال ويسلي كلارك، سام والتون رئيس متاجر وول مارت،  المغني وكاتب الأغاني جوني كاش وغلين كامبل، الشاعرة كارولين رايت، والفيزيائي ويليام ماكميلان، الذي كان رائدا في أبحاث الموصلات الفائقة.

## علم أصول الكلمات
استخدم اسم أركنساس في البداية على نهر أركنساس. وهو مشتق من المصطلح الفرنسي أركنساس، وهو مصطلح الجمع للترجمة الصوتية لكلمة أكانسا، وهو مصطلح ألجونكويان لشعب الكواباو. كان هؤلاء أشخاصًا يتحدثون لغة Dhegiha Siouan واستقروا في أركنساس في حوالي القرن الثالث عشر. من المحتمل أيضًا أن يكون كانسا هو المصطلح الجذر لولاية كانساس، والتي سميت على اسم شعب كاو ذي الصلة.
ينطق الاسم ويهجأ بعدة طرق. في عام 1881، حدد المجلس التشريعي للولاية النطق الرسمي لولاية أركنساس على أنه يجب أن يكون حرف s الأخير صامتًا (كما سيكون في اللغة الفرنسية). نشأ خلاف بين عضوي مجلس الشيوخ بالولاية حول مسألة النطق. فضل أحدهما /ˈɑːrkənsɔː/ AR-kən-saw، والآخر /ɑːrˈkænzəs/ ar-KAN-zəs.
في عام 2007، أصدر المجلس التشريعي للولاية قرارًا غير ملزم يعلن أن صيغة الملكية لاسم الولاية هي اسم أركنساس، وهو ما اتبعته حكومة الولاية بشكل متزايد.

## تاريخ

### التاريخ المبكر
كانت أركنساس قبل الاستيطان الأوروبي في أمريكا الشمالية مأهولة بالسكان الأصليين منذ آلاف السنين. واجهت شعوب كادو وأوساج وكواباو المستكشفين الأوروبيين. وكان أول هؤلاء الأوروبيين هو المستكشف الإسباني إرناندو دي سوتو في عام 1541، الذي عبر نهر المسيسيبي وسار عبر وسط أركنساس وجبال أوزارك. بعد العثور على أي شيء يعتبره ذا قيمة ومواجهة مقاومة محلية طوال الطريق، عاد هو ورجاله إلى نهر المسيسيبي حيث مرض دي سوتو. أمر رجاله من فراش الموت بذبح جميع رجال قرية أنيلكو المجاورة، الذين كان يخشى أنهم كانوا يتآمرون مع نظام سياسي قوي أسفل نهر المسيسيبي، كويجوالتام. أطاع رجاله ولم يتوقفوا عند الرجال، بل قيل إنهم ذبحوا النساء والأطفال أيضًا. توفي في اليوم التالي فيما يُعتقد أنه بالقرب من مدينة ماك آرثر الحالية، أركنساس، في مايو 1542. تم ثقل جسده بالرمال وتم إرساله إلى قبر مائي في نهر المسيسيبي تحت جنح الظلام بواسطة أقاربه. حاول دي سوتو خداع السكان الأصليين ليعتقدوا أنه إله خالد، شمس الشمس، من أجل منع هجوم الأمريكيين الأصليين الغاضبين على جيشه الذي كان ضعيفًا وممزقًا في ذلك الوقت. من أجل مواصلة الحيلة، أبلغ رجاله السكان المحليين أن دي سوتو قد صعد إلى السماء. أدرجت وصيته وقت وفاته أربعة عبيد هنود وثلاثة خيول و 700 خنزير تم بيعها بالمزاد العلني. بدأ الرجال الجائعون، الذين كانوا يعيشون على الذرة المسروقة من السكان الأصليين، على الفور في ذبح الخنازير، ثم حاولوا لاحقًا، بقيادة مساعد المعسكر السابق موسكوسو، العودة برًا إلى المكسيك. لقد وصلوا إلى تكساس قبل أن يصلوا إلى منطقة جافة جدًا بحيث لا تسمح بزراعة الذرة وذات كثافة سكانية منخفضة للغاية بحيث لا يمكنهم إعالة أنفسهم عن طريق سرقة الطعام من السكان المحليين. تراجعت البعثة على الفور إلى أركنساس. بعد بناء أسطول صغير من القوارب، اتجهوا بعد ذلك إلى أسفل نهر المسيسيبي ثم وصلوا في النهاية إلى المكسيك عن طريق المياه.

## أشهر أبناء الولاية
- بيل كلينتون.
- دوغلاس ماكارثر، جنرال أمريكي.
- قائمة مقاطعات ولاية أركنساس الأمريكية